# Korouhev
Korouhev är en ort i Tjeckien.   Den ligger i regionen Pardubice, i den centrala delen av landet, 140 km öster om huvudstaden Prag. Korouhev ligger 565 meter över havet och antalet invånare är 748.
Terrängen runt Korouhev är platt åt nordost, men åt sydväst är den kuperad. Korouhev ligger nere i en dal. Runt Korouhev är det ganska glesbefolkat, med 45 invånare per kvadratkilometer. Närmaste större samhälle är Polička, 5,0 km norr om Korouhev. Omgivningarna runt Korouhev är en mosaik av jordbruksmark och naturlig växtlighet.